# 庫班烏克蘭人
库班乌克兰人（烏克蘭語：Українці на Кубані）在一個在俄罗斯南部的少数民族。庫班地區作为一个整体与乌克兰本土有着许多语言、文化和历史联系。
1792年，首批乌克兰人在库班定居，在二十世纪中叶前，那里的大多数人口都认为自己是乌克兰人。由于俄羅斯帝國和苏联的国家政策影響（例如大饥荒），大多数的人口被俄羅斯化，自认为乌克兰人的比例从俄羅斯帝國1926年官方公布的55%斷崖式下降至2002年的0.9%。